# Tabomuizli
Tabomuizli war ein um das Jahr 862 belegter Samtherrscher (dux) der Abodriten.
Tabomuizli war wahrscheinlich ein Nachkomme von Goztomuizli, dem Samtherrscher der Abodriten.
862 wurde er als "Herzog/Fürst der Abodriten" (dux Obodritorum) erwähnt, als König Ludwig der Deutsche mit einem Heer gegen ihn zog. Tabomuizli hatte zuvor gegen diesen rebelliert. Er wurde gezwungen, als Zeichen seiner Unterwerfung Geiseln zu stellen.
Weitere Informationen zu seiner Person sind nicht überliefert.